# Магомаєв (телесеріал)
«Магомаєв» — російський музично-біографічний драматичний телесеріал виробництва продюсерської компанії «АМЕДІА». У головних ролях: Мілош Бикович,  Ірина Антоненко і Світлана Устинова.
Телевізійна прем'єра відбулася 9 березня 2020 року .

## Сюжет
Кінець 1960-х, розпал брежнєвської епохи. Муслім Магомаєв під час запису концертної програми знайомиться з чарівною оперною співачкою Тамарою Синявською. Між королем радянської естради і висхідною зіркою Великого театру з першого погляду пробігає іскра, яка стає початком великої любові. Однак Тамара одружена, та і Муслім не вільний... Але у справжнього кохання немає перешкод, і доля знову зводить закоханих. На цей раз в Парижі.

## В ролях
| Актор                  | Роль                                                            |
| ---------------------- | --------------------------------------------------------------- |
| Бикович Мілош          | Муслім Магомаєв співак (озвучив Данило Щебланов)                |
| Ірина Антоненко        | Тамара Синявська оперна співачка, дружина Мусліма Магомаєва     |
| Світлана Устинова      | Анжеліка Володимирівна Ларіна редакторка музичних програм       |
| Олександр Соколовський | Сергій Бережний артист балету, перший чоловік Тамари Синявської |
| Олександр Нестеров     | Чингіз Садихов піаніст, друг Мусліма Магомаєва                  |
| Артем Волобуєв         | Сорокін                                                         |
| Олена Івченко          | Катерина Фурцева міністр культури СРСР                          |
| Расим Балаєв           | Джамал-Еддін Магомаєв міністр, дядько Мусліма                   |
| Сергій Бєлов           | Геннадій Козловський поет, друг Мусліма Магомаєва               |
| Микита Тарасов         | Вершинський                                                     |
| Михайло Станкевич      | Єгоров                                                          |
| Мітя Лабуш             | Пічугін                                                         |
| Маруся Климова         | Люня подруга Тамари Синявської                                  |
| Софія Синіцина         | Нора Кароль співачка                                            |
| Аліна Алексєєва        | Юлія                                                            |
| Ілля Рєзнік            | Гейдар Алієв перший секретар ЦК Компартії Азербайджану          |
| Максим Лагашкін        | Савицький соліст Великого театру                                |
| Гурам Баблішвілі       | Арно Бабаджанян, композитор                                     |
| Марія Шалаєва          | Олександра Пахмутова , композитор                               |
| Юрій Круглов           | Доброславом                                                     |
| Ксенія Лукьянчикова    | Лариса Мондрус                                                  |
| Євген Харитонов        | Роберт Рождественський                                          |
| Анастасія Попова       | Олена Образцова                                                 |
| Володимир Моташнев     | Юрій Ентін                                                      |
| Сергій Маніконьян      | Зураб Соткілава                                                 |
| Руслан Джайбеков       | Борис Покровський                                               |
| Яніна Соколовська      | Марія Каллас                                                    |